# Captain America (film, 1990)
Captain America je americký akční film z roku 1990, který natočil Albert Pyun podle komiksových příběhů o Captainu Amerikovi. Titulní postavu ztvárnil Matt Salinger. Do britských kin byl film, jehož rozpočet činil 10 milionů dolarů, uveden 14. prosince 1990. Plánovaná distribuce do amerických kin nebyla uskutečněna a v USA byl snímek vydán na VHS a LD 22. července 1992.

## Příběh
V roce 1943 se do tajného programu na vytvoření supervojáka dobrovolně přihlásí Steve Rogers, mladík postižený obrnou. Díky séru vyvinutému doktorkou Marií Vaselli, italskou emigrantkou, jež pracovala na obdobném projektu před sedmi lety ve fašistické Itálii, z něhož vzešel ďábelský Red Skull, se jím skutečně stane. V převleku a s označením Captain America se Rogers vydá zabránit Red Skullovi ve vypuštění rakety na Bílý dům. Střelu se mu podaří odvrátit, ale dostane se do Arktidy, kde zamrzne v ledu. Probere se v roce 1993, kdy opět musí zamířit do Itálie, aby ze spárů Red Skulla zachránil amerického prezidenta, který k nelibosti mafiánů prosazuje ekologické zákony.

## Obsazení
- Matt Salinger jako Steve Rogers / Captain America
- Ronny Cox jako prezident Thomas Kimball
- Ned Beatty jako Sam Kolawetz
- Darren McGavin jako generál Fleming
- Michael Nouri jako podplukovník Louis
- Melinda Dillon jako paní Rogersová
- Francesca Neri jako Valentina de Santis
- Bill Mumy jako poručík Fleming
- Kim Gillingham jako Bernice Stewart a jako Sharon
- Scott Paulin jako Tadzio de Santis / Red Skull